# Mikey Ambrose
Michael Ambrose (El Paso, Texas, Estados Unidos; 5 de octubre de 1993) es un exfutbolista estadounidense. Jugaba de defensa.

## Trayectoria

### Inicios
Ambrose pasó cuatro temporadas en la academia del FC Dallas para luego jugar a nivel universitario en la Universidad de Maryland. Jugó 71 encuentros con el equipo universitario, los Terrapins. 

### Profesional
El 14 de enero de 2015 Ambrose dejó la universidad para jugar profesionalmente para el Austin Aztex de la USL. Debutó profesionalmente el 20 de marzo en la victoria por 2-0 ante Colorado Springs Switchbacks. 
En agosto de 2016 fichó desde Dallas al Orlando City SC como intercambio por la elección de la tercera ronda del SuperDraft de la MLS 2018.
Fue elegido por Atlanta United FC en el Expansion Draft de la MLS 2016 en diciembre.
En noviembre de 2019 fue seleccionado por la nueva franquicia de la MLS, el Inter Miami CF en el Draft de retorno de 2019. Miami no renovó su contrato al término de la temporada.
Regresó al Atlanta United el diciembre de 2020.
Anunció su retiro en febrero de 2023.

## Selección nacional
Ambrose ha representado a los Estados Unidos en las categorías Sub-17, Sub-18 y Sub-20.

## Clubes
Actualizado al último partido disputado el 4 de julio de 2021.
| Club                          | País           | Año        | P J | Goles |
| ----------------------------- | -------------- | ---------- | --- | ----- |
| Austin Aztex (PDL)            | Estados Unidos | 2013–2014  | 8   | 1     |
| Austin Aztex                  | Estados Unidos | 2015       | 26  | 0     |
| Orlando City B                | Estados Unidos | 2016       | 18  | 0     |
| Orlando City                  | Estados Unidos | 2016       | 5   | 0     |
| Atlanta United                | Estados Unidos | 2017-2019. | 20  | 0     |
| Charleston Battery (préstamo) | Estados Unidos | 2017       | 3   | 0     |
| Atlanta United 2 (préstamo)   | Estados Unidos | 2018-2019  | 18  | 3     |
| Inter Miami CF                | Estados Unidos | 2020       | 6   | 1     |
| Atlanta United                | Estados Unidos | 2021-2023  | 0   | 0     |
| Atlanta United 2 (préstamo)   | Estados Unidos | 2021-2023  | 3   | 0     |